# Andreu Gomila
Andreu Gomila (Palma de Mallorca, 1977) es un poeta, crítico literario y periodista español. Ha sido director del semanario TimeOut Barcelona. del 2010 a 2017.

## Obras publicadas
- Un dia a l'infern dels que són (La Magrana, 2001). Obra ganadora del Premio Amadeu Oller de poesía 2001[1]
- Aqui i ara (El Gall, 2007)[1]
- Diari de Buenos Aires (Moll, 2007)[1]
- El port. No serà res de mi (Moll, 2010)[4]
- Carrer dels dies (Proa, 2012)[5] - Traducción al castellano de algunos poemas
- Put*s himnes generacionals (Empúries, 2015)[6]
- Continents (Empúries, 2016)(finalista del premio Crexells 2017)[7][8][9][10][11]
- Un món esbucat. Joan Alcover i Mallorca (Edicions 3i4, 2019)
- Felanitx (Edicions 62, 2020). XVIII Premio a la memoria de Gabriel Ferrater.
- La mesura de totes les coses (Empúries, 2021).
- Joia (Cafè Central, 2023)

## Otros méritos
- Premio Amadeu Oller 2001[1]
- Premio Memorial Anna Dodas 2003 a la mejor ópera prima del bienio[1]
- Premio a la memoria de Gabriel Ferrater 2020.